# Templo da Lua (China)

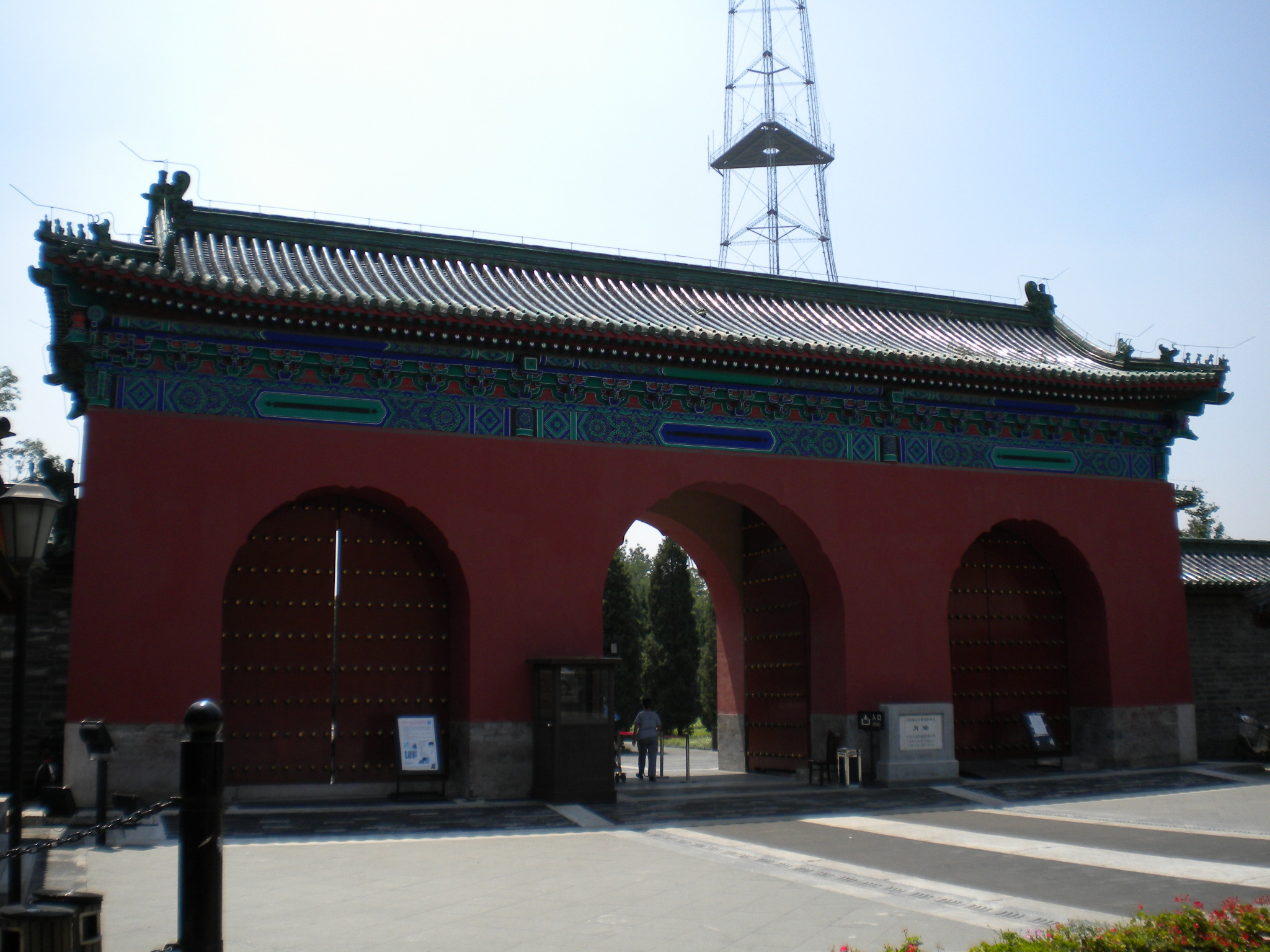
A Porta Santa do Norte

O Templo da Lua (em Chinês: 月坛/月壇, Pinyin: Yuètán) é um altar localizado em Fuchengmen, Distrito de Xicheng, à oeste de Pequim, na China. O altar foi construído em 1530, durante a Dinastia Ming para uso em sacrifício ritualístico para a Lua pelo Imperador da China.
O altar e os terrenos circundantes estão dentro de um parque público. O próprio altar não é mais intacto, embora o entorno paredes permanecem.